# Schrei
Schrei er et album fra det tyske pop/rockband Tokio Hotel. Albummet er udgivet i 2005.
Albummet blev genudgivet i marts 2006 med titlen Schrei: So Laut Du Kannst (Schrei – Noch Lauter Edition) (Skrig: Så Højt Du Kan (Skrig – Endnu Højere Udgave)). På den nye udgave kom også tre nye numre: "Schwarz" (Sort), "Beichte" (Skriftemålet), og "Thema nr. 1" (Tema #1).

## Spor
1. "Schrei" – 3:16
2. "Durch den Monsun" – 3:56
3. "Leb die Sekunde" – 3:45
4. "Rette mich" – 3:42
5. "Freunde bleiben" – 3:42
6. "Ich bin nicht ich" – 3:47
7. "Wenn nichts mehr geht" – 3:52
8. "Laß uns hier raus" – 3:05
9. "Gegen meinen Willen" – 3:35
10. "Jung und nicht mehr jugendfrei" – 3:21
11. "Der letzte Tag" – 3:50
12. "Unendlichkeit" – 2:27